# كولن كاظم ريتشاردز

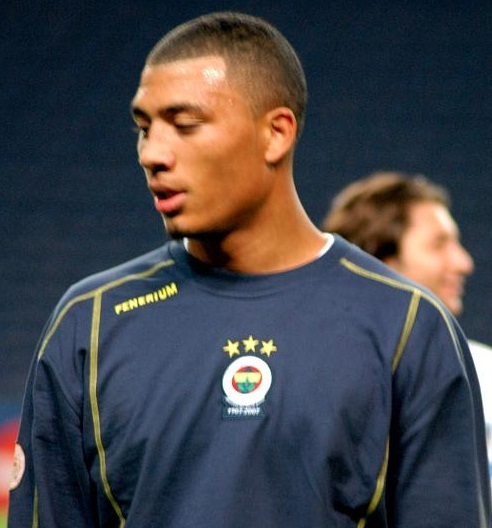
كولن كاظم ريتشاردز

كولن كاظم ريتشاردز (بالتركية: Colin Kâzım Richards) أو كاظم كاظم، من مواليد 26 أغسطس 1986 في لييتونستون في إنجلترا ، لاعب كرة قدم تركي.
يلعب مع نادي فنربغشة منذ عام 2007.
بدأ باللعب مع منتخب تركيا لكرة القدم في عام 2007.

## مرحلة الشباب

### أندية لعب لها
- كوينز بارك رينجرز
- نادي آرسنال

## المسيرة الاحترافية

### أندية لعب لها
- نادي بوري
- نادي برايتون أند هوف ألبيون
- شيفيلد يونايتد
- نادي فنربخشة
- غلطة سراي
- بورصاسبور
- فيينورد

## وصلات خارجية
- الموقع الرسمي

## روابط خارجية
- كولن كاظم ريتشاردز على موقع الاتحاد الدولي (مؤرشف)  (الإنجليزية)
- كولن كاظم ريتشاردز على موقع الاتحاد الأوربي (الإنجليزية)
- كولن كاظم ريتشاردز على موقع اتحاد تركيا (لاعب) (الإنجليزية)
- كولن كاظم ريتشاردز على موقع إي إس بي إن إف سي (الإنجليزية)
- كولن كاظم ريتشاردز على موقع قاعدة بيانات كرة القدم.إي يو (الإنجليزية)
- كولن كاظم ريتشاردز على موقع ليكيب (الفرنسية)
- كولن كاظم ريتشاردز على موقع ناشيونال فوتبول تيمز (الإنجليزية)
- كولن كاظم ريتشاردز على موقع Soccerbase.com (لاعب) (الإنجليزية)
- كولن كاظم ريتشاردز على موقع Soccerway.com (الإنجليزية)
- كولن كاظم ريتشاردز على موقع عالم كرة القدم.نت (الإنجليزية)